# Aubertin
Aubertin (baskisch und okzitanisch: La Seuva) ist eine französische Gemeinde mit 662 Einwohnern (Stand: 1. Januar 2022) im Département Pyrénées-Atlantiques im baskischen Teil der Region Nouvelle-Aquitaine. Aubertin gehört zum Arrondissement Pau (bis 2016: Arrondissement Oloron-Sainte-Marie) und ist Teil des Kantons Billère et Coteaux de Jurançon (bis 2015: Kanton Lasseube). Die Einwohner werden Aubertinois genannt.

## Geographie
Aubertin liegt in der historischen Provinz Béarn am Fluss Bayse, der die westliche Gemeindegrenze bildet. Aubertin wird umgeben von den Nachbargemeinden Arbus im Norden, Artiguelouve im Nordosten, Saint-Faust im Osten, Lasseube im Süden sowie Monein und Lacommande im Westen.

## Bevölkerungsentwicklung

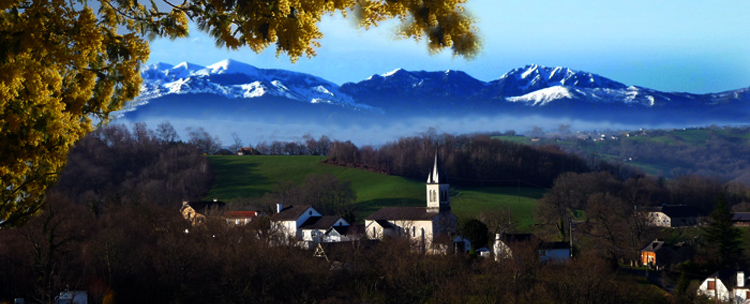
Blick auf Aubertin

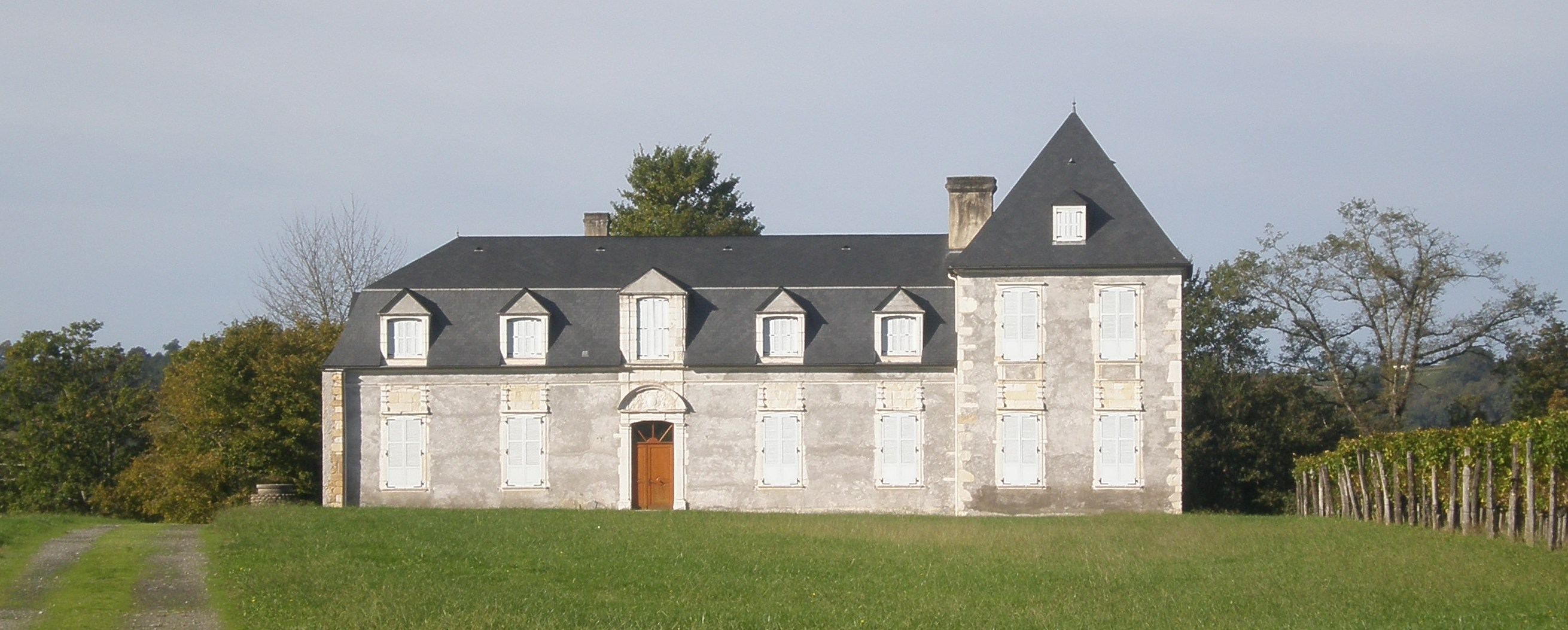
Schloss Navailles

| Jahr                      | 1962 | 1968 | 1975 | 1982 | 1990 | 1999 | 2006 | 2012 |
| Einwohner                 | 456  | 398  | 455  | 571  | 607  | 632  | 627  | 657  |
| Quelle: Cassini und INSEE |      |      |      |      |      |      |      |      |

## Wirtschaft
Die Weinbaugebiete Béarn und Jurançon reichen in die Gemeinde hinein.

## Sehenswürdigkeiten
- Kirche Saint-Augustin wurde 1867 geweiht
- Schloss Navailles
- Mehrere historische Brücken über den Bayse

## Weinbau
Der Ort gehört zum Weinbaugebiet Béarn.